# ベルネッツォ
ベルネッツォ（伊: Bernezzo）は、イタリア共和国ピエモンテ州クーネオ県にある、人口約4,200人の基礎自治体（コムーネ）。

## 地理

### 位置・広がり

#### 隣接コムーネ
隣接するコムーネは以下の通り。
- カラーリオ
- チェルヴァスカ
- リッターナ
- ロッカスパルヴェーラ
- ヴァルグラーナ